# 滋賀県道222号北落豊郷線
滋賀県道222号北落豊郷線（しがけんどう222ごう きたおちとよさとせん）は、滋賀県犬上郡甲良町から犬上郡豊郷町に至る一般県道である。

## 概要
犬上郡甲良町大字北落から犬上郡豊郷町大字高野瀬に至る。
愛知郡愛荘町西出から目加田まで道路の中央で犬上郡豊郷町と分ける。

### 路線データ
- 起点：犬上郡甲良町大字北落（国道307号交点）
- 終点：犬上郡豊郷町大字高野瀬（高野瀬東交差点、滋賀県道219号豊郷停車場線交点）
- 総延長：4.9 km

## 路線状況

### 重複区間
- 滋賀県道227号敏満寺野口線（犬上郡甲良町大字横関）
- 滋賀県道216号雨降野今在家八日市線（犬上郡甲良町大字長寺 - 犬上郡豊郷町雨降野・雨降野交差点）

### 道路施設

#### 橋梁
- 秦豊橋（豊郷川、愛知郡愛荘町）

## 地理

### 通過する自治体
- 滋賀県
  - 犬上郡甲良町 - 犬上郡豊郷町 - 愛知郡愛荘町 - 犬上郡豊郷町

### 交差する道路
| 交差する道路                                                                | 市町村名 | 市町村名 | 交差する場所 | 交差する場所          |
| --------------------------------------------------------------------------- | -------- | -------- | ------------ | --------------------- |
| 国道307号 / 近江グリーンロード                                              | 犬上郡   | 甲良町   | 大字北落     | 起点                  |
| 滋賀県道227号敏満寺野口線 重複区間起点                                      | 犬上郡   | 甲良町   | 大字横関     |                       |
| 滋賀県道227号敏満寺野口線 重複区間終点                                      | 犬上郡   | 甲良町   | 大字横関     |                       |
| 滋賀県道216号雨降野今在家八日市線 重複区間起点                              | 犬上郡   | 甲良町   | 大字長寺     |                       |
| 滋賀県道13号彦根八日市甲西線 滋賀県道216号雨降野今在家八日市線 重複区間終点 | 犬上郡   | 豊郷町   | 大字雨降野   | 雨降野交差点          |
| 滋賀県道219号豊郷停車場線 旧中山道                                          | 犬上郡   | 豊郷町   | 大字高野瀬   | 高野瀬東交差点 / 終点 |

### 交差する鉄道
- 東海道新幹線
- 近江鉄道本線

### 沿線
- きらめき公園
- 日吉神社
- 白山神社
- 豊郷町立豊日中学校
- 豊郷武道館
- 近江鉄道本線 豊郷駅